# Volgo
Volgo (rusky Волго) je jezero ve Tverské oblasti v Rusku, na Valdajské vysočině. Má rozlohu 61 km².

## Vodní režim
Je poslední ze skupiny jezer, přes které protéká horní tok Volhy před přítokem řeky Seližarovka.

## Využití
Skupina jezer Hornovolžská jezera je spojena od roku 1843 do Hornovolžské přehrady. Další větší jezera v této skupině jsou Vselug, Stěrž a Peno.